# Уравнение на Дирак
Във физиката, уравнението на Дирак е релативистично квантово механично вълново уравнение, формулирано от британския физик Пол Дирак през 1928 г., което описва елементарните частици със спин ½, като електрона. То е първото уравнение, обединяващо (намиращо се в съгласие) принципите на квантовата механика и специалната теория на относителността. Уравението предсказва съществуването на античастици и предшества във времето експерименталното им доказване. Последващото откриване на позитрона, античастицата на електрона, се превръща в един от най-големите триумфи на съвременната теоретична физика.

## Математическа формулировка
Ето как изглежда уравнението на Дирак във формата, оригинално предложена от неговия създател:
{\displaystyle \left(\beta mc^{2}+\sum _{k=1}^{3}\alpha _{k}p_{k}c\right)\psi (\mathbf {x} ,t)=i\hbar {\frac {\partial \psi (\mathbf {x} ,t)}{\partial t}},}
където
m е масата в покой на електрона,
c е скоростта на светлината,
p е операторът на импулса,
x и t са съответно координатите пространство и време,
ħ = h/2π е редуцираната константа на Планк, също известна като константа на Дирак.
Новите елементи в това уравнение са 4×4 матриците {\displaystyle \alpha _{k}} и {\displaystyle \beta }, и четиримерната вълнова функция {\displaystyle \psi }. Всички матрици са ермитови, а квадратите им са единични матрици (матрици на идентична трансформация):
{\displaystyle \alpha _{i}^{2}=I_{4}}
{\displaystyle \beta ^{2}=I_{4}}
и те взаимно антикомутират: {\displaystyle \{\alpha _{i},\alpha _{j}\}=0} и {\displaystyle \{\alpha _{i},\beta \}=0}. Строго формулирано,
{\displaystyle \alpha _{i}\alpha _{j}=-\alpha _{j}\alpha _{i},}
{\displaystyle \alpha _{i}\beta =-\beta \alpha _{i},}
където i и j са различни и заемат стойности от 1 до 3. Тези матрици, както и формата на вълновата фукция, имат дълбоко математическо значение. Алгебричната структура, изразявана от матриците на Дирак, е създадена около 50 години преди това от английския математик Уилям Клифърд, като от своя страна е базирана върху съчинението от средата на XIX век Lineare Ausdehnungslehre („Теория на линейните разширения“) на германския математик Херман Грасман. Това съчинение остава почти неразбираемо за съвременниците на Грасман. Появата на нещо толкова абстрактно на пръв поглед, с толкова късна дата и в такъв пряк физически контекст представлява една от най-забележителните глави в историята на физиката.

### Сравнение с уравнението на Шрьодингер
Уравнението на Дирак на пръв поглед е сходно с уравнението на Шрьодингер за свободна частица:
{\displaystyle -{\frac {\hbar ^{2}}{2m}}\nabla ^{2}\phi =i\hbar {\frac {\partial }{\partial t}}\phi .}
Лявата му страна представлява квадрата на оператора на импулса, разделен на удвоената маса, което в нерелативистичен вид представлява кинетичната енергия. За да получим релативистично обобщение на това уравнение, тогава производните по времевата и пространствените координати трябва да присъстват симетрично, както е в релативистичните уравнения на Максуел – производните трябва да бъдат от един и същ порядък по отношение на пространството и времето. В теорията на относителността моментът и енергията са съответно пространствената и времевата части на геометричния пространствено-времеви вектор, 4-момент, и са свързани с релативистичното отношение на инвариантност
{\displaystyle {\frac {E^{2}}{c^{2}}}-p^{2}=m^{2}c^{2}},
което означава, че дължината на този вектор е масата в покой m. Замествайки E и p с {\displaystyle i\hbar {\frac {\partial }{\partial t}}} и {\displaystyle -i\hbar \nabla }, както изисква теорията на Шрьодингер, получаваме релативистичното уравнение:
{\displaystyle \left(\nabla ^{2}-{\frac {1}{c^{2}}}{\frac {\partial ^{2}}{\partial t^{2}}}\right)\phi ={\frac {m^{2}c^{2}}{\hbar ^{2}}}\phi }
и вълновата фукция {\displaystyle \phi } като релативистичен скалар – комплексно число, което има една и съща стойност във всички отправни системи. Тъй като уравнението е от втори порядък спрямо производната по времето, трябва да зададем начални стойности както на {\displaystyle \partial _{t}\phi }, така и на {\displaystyle \phi }. Това е нормално за класическа вълна, където началните условия включват местоположението и скоростта. В квантовата механика обаче се предполага, че вълновата функция трябва да дава пълно описание на състоянието на системата; познавайки само вълновата функция, би трябвало да може да определим бъдещите състояния на системата.
В теорията на Шрьодингер плътността на вероятността е зададена чраз положително дефинирания израз:
{\displaystyle \rho =\phi ^{*}\phi }
и нейния поток:
{\displaystyle J=-{\frac {i\hbar }{2m}}(\phi ^{*}\nabla \phi -\phi \nabla \phi ^{*})}
а съхранението на плътността на вероятността има локална форма:
{\displaystyle \nabla \cdot J+{\frac {\partial \rho }{\partial t}}=0.}
В теорията на относителността формата на плътността на вероятността и потока трябва да образуват четири-вектор така, че формата на плътността на вероятността да може да бъде намерена от потока просто като заместим {\displaystyle \nabla } с {\displaystyle \partial _{t}}:
{\displaystyle \rho ={\frac {i\hbar }{2m}}(\phi ^{*}\partial _{t}\phi -\phi \partial _{t}\phi ^{*}).}
Сега всичко отговаря на релативистичните изисквания, но плътността на вероятността не е определено положителна, защото началните стойности на {\displaystyle \phi } и {\displaystyle \partial _{t}\phi } могат да бъдат избирани свободно. Този израз се свежда до Шрьодингеровите плътност и поток при суперпозиция на вълни с положителна честота, чиято дължина е голяма в сравнение с Комптъновата дължина на вълната {\displaystyle \lambda _{k}={h \over {m_{e}c}}}, т.е. в нерелативистичния случай. Изразът приема отрицателна стойност само в случаи на суперпозиция на вълни с отрицателна честота. Изразът дава различни знаци в случаите, когато са въвлечени сили с достатъчна амплитуда да предизвикат релативистично движение и точковото разсейване може да породи частици и античастици.
Въпреки че не описва успешно единична частица, това уравнение е възродено в квантовата теория на полето, където е известно като уравнение на Клайн-Гордън, и описва релативистично комплексно поле със спин 0. Неположителните плътност на вероятността и поток са съответно плътността на заряда и тока, докато частиците се описват чрез разширение на модите.
За да можем да интерпретираме уравнението на Клайн-Гордън като уравнение за вероятностната амплитуда на отделна частица с определено местоположение, решенията за отрицателните честоти трябва да се интерпретират като описващи частици, движещи се назад във времето така, сякаш се разпространяват в миналото. Уравнение с такава интерпретация не дава възможност да определим бъдещето на частицата по настоящото и положение освен в нерелативистична рамка, доколкото тя налага глобално ограничение на амплитудите. Това може да послужи за пертурбационно разширение с частици, вибриращи напред-назад във времето, диаграми на Файнман, но не позволява пряко описание на вълновата функция, доколкото всяка частица има свое собствено време.

### Пробивът на Дирак
Дирак разсъждава предпочитателно в термините на вълновите функции вместо в термините на полетата. Той си дава сметка, че в случая е нужно уравнение от първи порядък както по отношение на пространството, така и по отношение на времето като координати. Тук може формално да се изходи от релативистичния израз за енергията {\displaystyle E=c{\sqrt {p^{2}+m^{2}c^{2}}}}, замествайки p с еквивалентния оператор, да се развие квадратния корен в безкраен ред от оператори като производни, да се настроят собствените стойности, а след това формално да се реши уравнението по итеративен път. По-голямата част от физиците се отнасят скептично към такъв процес дори и да е технически възможен.
Разказват, че Дирак гледал огъня край камината в Кембридж, разсъждавайки върху проблема, когато изведнъж му хрумва идеята да извади квадратен корен от оператора по следния начин:
{\displaystyle \nabla ^{2}-{\frac {1}{c^{2}}}{\frac {\partial ^{2}}{\partial t^{2}}}=(A\partial _{x}+B\partial _{y}+C\partial _{z}+{\frac {i}{c}}D\partial _{t})(A\partial _{x}+B\partial _{y}+C\partial _{z}+{\frac {i}{c}}D\partial _{t})}
След като извършим умножението отдясно, виждаме, че за да се анулират смесените членове от вида {\displaystyle \partial _{x}\partial _{y}}, трябва да предположим, че
{\displaystyle AB+BA=0,\;\ldots }
и
{\displaystyle A^{2}=B^{2}=\ldots =1}
Дирак, който в този период бил интензивно увлечен в изследвания върху основите на матричната механика на Хайзенберг, незаабвно си дава сметка, че тези условия могат да бъдат изпълнени ако A, B... са матрици, а вълновите функции по подразбиране са многокомпонентни. Това незабавно обяснявало появата на двукомпонентни вълнови функции във феноменологичната теория на Паули за спина, нещо, което до този момент изглежда мистериозно дори за самия Паули. Тук обаче матриците трябва да бъдат поне от вида 4×4 за да получим система с желаните свойства – така че вълновата функция има четири компонента, а не два, както в теорията на Паули.
След разлагане на множители в термините на споменатите матрици, може да напишем уравнението:
{\displaystyle (A\partial _{x}+B\partial _{y}+C\partial _{z}+{\frac {i}{c}}D\partial _{t})\psi =\kappa \psi }
където трябва да бъде определен коефициентът {\displaystyle \kappa }. Повтаряйки матричната операция, получаваме:
{\displaystyle (\nabla ^{2}-{\frac {1}{c^{2}}}\partial _{t}^{2})\psi =\kappa ^{2}\psi }
Ако изберем {\displaystyle \kappa ={mc}/{\hbar }} откриваме, че всички компоненти на вълновата функция индивидуално задоволяват релативистичното уравнение за енергията и момента. По този начин търсеното уравнение, което е от първи порядък както по отношение на пространството, така и по отношение на времето, е:
{\displaystyle (A\partial _{x}+B\partial _{y}+C\partial _{z}+{\frac {i}{c}}D\partial _{t}-{\frac {mc}{\hbar }})\psi =0}
При {\displaystyle (A,B,C)=i\beta \alpha _{k}} и {\displaystyle D=\beta }, получаваме уравнението на Дирак.

## Признание
Уравнението на Дирак е поставено на мемориална плоча за живота на Пол Дирак в Уестминстърското абатство, открита на 13 ноември 1995 г.
През 60-те години на XX век от работите на математика Майкъл Атия се оказва, че уравнението на Дирак има приложение и в чистата математика, обединявайки няколко различни области на изследване – обобщени в негова лекция на научната конференция, част от честванията на годишнината от смъртта на Пол Дирак пред Кралското Лондондско дружество (във връзка с тези чествания е поставена и мемориалната плоча).